# 1965년 주화법
1965년 주화법(영어: Coinage Act of 1965, Pub.L. 89–81, 79 Stat. 254, 1965년 7월 23일 제정)이란 은으로 통용되는 미국 다임 (10센트 주화)과 쿼터 달러 주화에서 은을 제거했다. 또한 하프 달러의 은 함량을 90퍼센트에서 40퍼센트로 줄였으며, 하프 달러의 은은 1970년 법률에 의해 최종적으로 제거되었다.
1959년부터 주화 부족 현상이 발생했고, 미국 조폐국은 수요를 충족시키기 위해 생산을 확대했다. 1960년대 초반은 주화 및 산업에서 은 사용이 증가하면서 은 가격에 압박을 가했다. 은 가격은 정부의 해당 가격 판매로 인해 온스당 1.29달러를 약간 넘는 수준으로 제한되었다. 금속 가격이 온스당 1.38달러를 넘어서면 1달러 상당의 쿼터 주화에 포함된 은이 화폐로서의 가치보다 은괴로서의 가치가 더 높아지게 되며, 이로 인해 은 주화의 대규모 사재기가 발생했다. 케네디 하프 달러는 1964년 출시 이후 수집품으로서의 수요로 인해 유통에서 사라졌다. 조폐국은 생산을 늘려 1965년 5월까지 주화 부족을 완화하는 데 도움을 주었지만, 정부의 은 비축량은 빠르게 감소하여 1968년에는 고갈될 위기에 처했다. 미국 재무부의 광범위한 연구 끝에, 린든 B. 존슨 대통령은 1965년 6월 의회에 은이 없는 다임과 쿼터 주화, 그리고 질이 저하된 은 하프 달러의 발행을 허용하는 법안을 통과시킬 것을 권고했다. 주로 서부 광산 주를 대표하는 의원들의 일부 반대가 있었음에도 불구하고, 법안은 신속하게 의회를 통과하여 1965년 7월 23일 존슨 대통령의 서명으로 제정되었다.
새로운 주화는 1965년 말부터 유통되기 시작했고, 부족 현상을 완화했다. 이 주화들은 한동안 은 주화와 함께 유통되었지만, 1967년부터 재무부가 은 가격을 낮게 유지하려는 노력을 중단하면서 귀금속 주화는 사재기되기 시작했다. 이 법안은 또한 최소 1970년까지 은 달러의 생산을 금지했다.

## 배경
1792년 화폐법은 미국 조폐국을 설립하고 금과 은을 모두 법정 통화로 만들었다. 이는 누구든지 필라델피아 조폐국에 은괴를 제출하고 주화로 주조하여 돌려받을 수 있다는 의미였다. 1792년 법안은 5센트에서 1달러까지 6가지 은 주화를 승인하고, 그 무게와 순도를 규정했다. 1달러를 특정 양의 금과 은에 동일하게 함으로써 통화는 귀금속 가격 변동에 취약해졌고, 1834년과 1853년 주화법에 의해 크기와 무게가 조정될 때까지 미국 주화는 해외로 유출되어 녹여졌다. 1853년 주화법에서는 1달러 미만의 은 주화에 들어가는 은의 양이 줄어들었다. 다임 (10센트 주화), 쿼터 달러 및 기타 작은 은 주화들이 달러에 비례하여 은 함량이 적었기 때문에 유통에 남아 있을 수 있었다.
1873년 화폐법으로 인해 달러는 더 이상 정해진 양의 은과 동일하지 않게 되었는데, 이는 미국의 은 생산 증가로 은 가격이 하락할 때 광업 회사들이 조폐국에 은괴를 제출하고 화폐로서의 가치보다 금속으로서의 가치가 더 높은 은 달러로 주조하여 돌려받는 것을 막기 위한 법적 변경이었다. 제2차 세계 대전 이후, 조폐국은 남아있는 세 가지 귀금속 주화인 다임, 쿼터, 하프 달러를 90% 은으로 주조했다. 달러는 1935년 이후로 주조되지 않았으며 네바다와 몬타나와 같은 일부 서부 주를 제외하고는 거의 유통되지 않았다. 은 달러의 금속 가치는 트로이 온스당 1.2929달러를 넘으면 화폐로서의 가치보다 은괴로서의 가치가 더 높았고, 작은 주화들은 온스당 1.38달러를 넘으면 녹여질 매력이 있었다.
1934년부터 미국 내 은 가격은 정부가 금속 구매 및 판매를 통해 가격을 지지함으로써 사실상 설정되었는데, 1934년에는 트로이 온스당 0.45달러였다. 1958년, 대여-임대 은괴의 반환으로 재무부의 은 비축량은 21억 트로이 온스에 달했다. 재무부는 은 판매를 통해 주화 발행 작업을 유지하기에 충분한 은이 없다는 서부 주지사 회의의 경고에도 불구하고 온스당 0.91달러에 은을 대중에게 판매하기 시작했다.
1958년부터 1965년 사이에 전 세계 은 소비는 두 배 이상 증가했지만, 생산량은 약 15%만 증가했다. 은의 산업적 용도는 사진 필름, 배터리, 전자 부품 등을 포함했다. 동시에 조폐국의 은 주화 생산량은 수요를 충족시키기 위해 증가했다. 1963년에는 1억 1150만 트로이 온스의 은이 주화 발행에 사용되었는데, 이는 1958년 3800만 온스에서 증가한 수치이다. 수요 증가에도 불구하고 은 가격은 재무부가 은 증명서를 상환할 수 있다는 사실에 의해 억제되었다. 은 증명서는 은 달러 (또는 은괴 상당량, 0.7734 트로이 온스)와 교환 가능한 지폐였고, 이로 인해 시장에서 온스당 1.29달러의 상한선이 설정되었다. 정부가 최후의 공급자가 아니었다면 은 가격은 상승했을 것이고, 은 달러뿐만 아니라 보조 은 주화까지 녹여 이익을 얻는 것이 가능했을 것이다. 1963년, 비공산권 국가의 생산량과 소비량 간의 격차는 2억 9백만 온스에 달했다. 이는 전 세계 생산량 (2억 1천만 온스)보다 약간 낮은 수치였으며, 이 격차는 온스당 1.29달러에 재무부의 은 판매로 채워졌다. 은 가격 상승도 생산량의 큰 증가로 이어지지 않았을 가능성이 높았는데, 은은 대부분 구리나 납과 같은 다른 금속 채굴의 부산물로 얻어졌기 때문이다.
조폐국은 1955년 샌프란시스코 조폐국의 주화 발행 작업을 중단했는데, 덴버에서 서부 해안에 주화를 공급하는 것이 더 저렴하다고 판단했기 때문이다. 덴버 조폐국 (1906년 개설)은 두 차례 현대화된 반면, 1901년에 건설된 노후화된 필라델피아 조폐국은 대부분의 주화 발행 장비가 그 당시의 것이었다. 새로운 조폐국 시설 계획은 새로운 조폐국이 다른 도시뿐만 아니라 필라델피아 시의 여러 지역에서도 요구되었기 때문에 정치적 다툼으로 여러 차례 좌절되었다.

## 주화 부족
전후 시대에는 종종 지역적이고 계절적이며 일반적으로 짧은 기간 동안 주화 부족 현상이 발생했다. 부족 현상은 유통을 위해 주조되는 5가지 액면가(센트, 니켈, 다임, 쿼터, 하프 달러) 중 하나에 영향을 미칠 수 있었다. 조폐국으로부터 주화를 받아 회원 은행의 요청에 따라 배포하는 역할을 하는 연방준비은행("연준")은 또한 은행들이 필요로 하지 않는 주화를 받는 기능도 수행했는데, 이를 "회수(flowback)"라고 불렀다. 주화는 상업 은행에서 연준으로 반환되어 처리 및 세척된 후, 주화가 필요한 은행으로 보내졌다. 이러한 재활용된 주화는 연준이 출하하는 주화의 대부분을 차지했으며, 새 주화는 약 5분의 1에 불과했다.
은행들은 버찌 따는 사람들에게 전통적인 75센트 요금을 지불하기 위한 미시간주의 쿼터 및 하프 달러와 같은 계절적 주화 필요성, 그리고 지역적 선호도에 익숙해져 있었다. 예를 들어, 뉴욕에서는 하프 달러가 인기가 없었고, 대신 두 개의 쿼터가 선호되었다. 1959년 말부터 조폐국은 수요를 충족시키기에 충분한 주화를 공급하지 못했고, 연준은 지역 은행과 지점을 통해 배급제를 시행했다. 1963년까지는 모든 액면가에 대한 배급제가 종종 시행되었고, 상업 은행(및 그 소매 고객)은 필요한 만큼 받지 못했다. 1962년 연말 쇼핑 시즌에는 일부 액면가의 광범위한 부족 현상이 있었다. 전통적으로 연말에 주화에 대한 수요가 많으면 겨울에 많은 양의 회수가 발생했지만, 1963년 초에는 은행이나 연준으로 주화가 거의 돌아오지 않았다. 관계자들은 주화 수집가와 투자자뿐만 아니라 전국 수백만 대의 자동판매기에 남아있는 미수집 주화에 책임이 있을 수 있다고 제안했다. 조폐국은 필라델피아와 덴버에서 24시간 교대 근무로 생산을 늘렸다. 1963년에 새로운 필라델피아 조폐국이 승인되었지만, 희망했던 1966년 개장일은 곧 1967년으로 미뤄졌고 (결국 1969년에 개장했다).
1963년 동안 주화 부족 현상은 완화되지 않았다. 두 조폐국의 대량 생산에도 불구하고, 1964년 초에는 회수량이 거의 없어서 연준을 불안하게 만들었다. 조사 결과 은행과 기업 고객들이 주화 부족을 우려하여 주화를 보유하고 있었음이 밝혀졌다. 많은 은화는 은 가격이 상승할 것이라고 믿는 사람들에 의해 유통에서 사라지고 있었다.
재무부는 은 증명서를 유통에서 회수하고, 연방준비권으로 교체하기 시작했다. 이는 재무부가 1964년 3월 이후 은 달러 대신 은괴로 증명서를 상환하면서 증명서 발행을 위한 보증금으로 보유할 필요가 없어진 은을 확보하는 데 도움이 되었다. 재무부는 1954년 약 2억 7천 3백만 개에 달했던 재고를 거의 소진했다. 당시 재무부에서는 시민들이 하루에 최대 5만 개까지 주화를 얻을 수 있었으며, 은 증명서로 지불할 필요가 없었기 때문에 주화 대란이 일어났다. 워싱턴 재무부 건물에서는 많은 사진이 찍혔는데, 시민들이 수레, 무장 경비원, 심지어는 장갑차까지 동원하여 은을 실어 나르는 모습이 포착되었다. 재무부가 보유하고 있던 남은 은 달러(1965년 5월 20일 기준 2,970,928개)는 높은 화폐 수집적 가치를 가지고 있었다. 의회는 1970년에 수집가들에게 프리미엄을 받고 판매할 수 있도록 승인했다.
케네디 대통령의 암살은 1963년 11월 유통 주화 중 하나에 그를 기리는 조치를 요구하게 했고, 케네디 하프 달러는 12월 30일 의회에서 승인되었다. 1964년 3월 24일 2,600만 개의 새 주화가 발행되자마자, 투자자와 케네디 기념품을 원하는 사람들에 의해 즉시 사재기되었고, 더 많은 주화가 생산되어도 상황은 나아지지 않았다. 1964년에 주화 주조에 사용된 기록적인 2억 250만 온스의 은 중 3분의 1이 유통되지 않는 주화가 되었다. 의회는 조폐국이 1964년 주조된 주화를 1965년까지 계속 발행하도록 허용하여, 사람들이 사재기할 가치가 없도록 만들기를 바랐다.
의회는 1964년 8월 4,500만 개의 은 달러를 주조하기 위한 예산안을 통과시켰다. 상원 다수당 원내대표인 마이크 맨스필드는 경화주의자 몬타나 출신으로, 조폐국이 진행해야 한다고 주장했다. 조폐국은 1965년 5월 피스 달러 디자인과 1964년 날짜가 새겨진 30만 개 이상의 주화를 주조했지만, 주화가 사재기될 뿐이라는 대중의 비난으로 인해 모두 녹여졌다. 이 주화 주조는 린든 B. 존슨 대통령의 지시로 이루어졌으며, 이후 이 문제에 대한 번복은 광업 산업의 주요 지지자였던 네바다 주 상원의원 앨런 바이블에게 행정부의 주화 문제에 대한 리더십에 불만을 느끼게 했고, 관리들이 의회가 문제를 해결하도록 내버려 두는 것 같다고 생각하게 했다. 그는 미국 주화의 사재기, 수출, 용해를 금지하는 법안을 도입했지만, 법안은 진전되지 않았다.
그 사이에 주화 부족은 계속되었고, 슈퍼마켓, 약국 및 기타 대형 소매점은 큰 압박을 받았다. 중서부의 두 체인점은 자체적인 종이 통화 대용권을 발행하도록 위임했지만, 재무부가 연방 정부의 화폐 주조 특권을 침해한다고 경고했기 때문에 발행되지 않았다. 상점들은 고객들에게 저금통을 부수고 내용물을 가져오도록 촉구했다. 신문 배달원, 자동판매기 운영자, 교회 헌금함에서 얻은 주화는 상점과 은행에서 열렬히 찾았다. 투자자들도 주화를 원하고 유통에서 회수했기 때문에 이 점에서는 경쟁이 있었다.
유통 주화 외에도 투자자들은 새로운 1964년 주화(특히 하프 달러)를 원했으며, 코인 월드 지면에는 롤 및 대형 캔버스 주화 가방 시장이 활발하게 형성되었고, 광고는 의회 청문회에서 검토되었다. 일부 은행은 프리미엄을 받고 많은 양의 주화를 제공받거나, 옛 주화 가방을 새 주화로 교환하는 것을 제안받았지만, 대부분 거절했고, 주화 수집을 도운 은행 직원들은 해고되었다. 화폐학 작가 데이비드 랭은 최근 주화를 롤로 수집하는 것이 1964년에 정점에 달했으며, 주화 부족에 대한 주화 수집 취미의 비난이 부당하다고 믿었다.
조폐국은 주화 제조 공정의 일부를 아웃소싱하고, 1965년까지 전국에 주화를 공급하겠다고 약속했다. 경기가 개선되면서 주화 수요가 증가했음에도 불구하고, 상인들은 1964년 연말 쇼핑 시즌을 심각한 부족 없이 보낼 수 있었지만, 하프 달러는 유통이 중단되었다. 대부분의 연준 시설은 센트와 니켈은 충분히 공급되었다고 보고했지만, 일부는 여전히 다임과 쿼터가 부족했으며, 하프 달러는 모든 곳에서 부족했다. 한 연준 관계자는 그의 지점이 8개월 동안 은행에서 하프 달러를 예금받은 적이 없다고 썼다.
재무부는 광범위한 연구를 수행했으며, 1965년 5월 국가가 주화에 너무 많은 은을 계속 사용할 수 없다는 결론에 도달했다. 재무부는 구리-니켈 표면과 순수 구리 심지를 가진 클래드 주화를 가장 바람직한 대체 재료로 결정했다. 이러한 구성은 기존 자동판매기에서 은 대신 작동할 수 있었으며, 대대적인 조정이 필요하지 않았다. 구리와 니켈은 쉽게 구할 수 있었고, 새로운 주화의 용해 가치는 액면가보다 훨씬 낮았다. 이 재료는 단단하여 디자인이 오랫동안 인식 가능한 상태로 유지될 수 있었으며, 영국과 같은 다른 국가들도 은에서 구리-니켈 주화로 전환했다. 조폐국은 오랜 시험 가동을 수행했으며, 생산 문제는 발생하지 않았다.

## 입법
1965년 6월 3일, 존슨 대통령은 의회에 특별 메시지를 보내, 다임과 쿼터를 비금속으로 만들고 하프 달러의 은 함량을 40%로 줄이는 법안을 통과시켜 줄 것을 요청했다. 은 달러는 발행될 경우 영향을 받지 않을 것이었지만, 그렇게 할 계획은 없었다. 그는 은 주화에 사용되는 금속이 새로 채굴된 은이 아닌 줄어드는 재무부 비축량에서 주조되고 있으며, 정부 은괴가 1968년까지 완전히 고갈될 것이라고 언급했다. 존슨은 산업에 필요한 금속이 교환 수단으로 낭비되어서는 안 된다고 주장했다. 그는 메시지에 첨부된 초안 법안의 통과를 촉구하며, 이 법안이 "양적으로나 특별히 설계된 기술적 특성 면에서 20세기 삶의 요구에 완전히 적합한 안정적이고 품위 있는 주화를 보장할 것"이라고 말했다. 그는 이 주화가 "주화 수요가 얼마나 증가하더라도 무기한 유지될 수 있다"고 덧붙였다.
존슨의 제안에 따르면, 센트나 니켈에는 변화가 없겠지만, 다임과 쿼터는 클래드 합금, 즉 순수 구리 심지에 구리-니켈이 접착된 형태로 만들어질 것이다. 하프 달러는 80% 은으로 된 면과 21% 은을 포함하는 심지를 가질 것이다. 클래드 합금은 은과 유사한 전기적 특성을 가지고 있어 기존 자동판매기에서 작동할 수 있었다. 그는 또한 그의 권고안이 기반이 된 재무부 직원 보고서도 함께 보냈다. 이 보고서는 2월에 나올 것으로 예상되었지만, 여러 차례 지연되었다. 부분적으로는 퇴임하는 C. 더글러스 딜런 재무장관이 후임자가 계획을 승인해야 한다고 생각했기 때문이었는데, 그가 그 결과와 함께 살아야 했기 때문이었다. 새로운 장관인 헨리 H. 파울러는 문제 연구에 시간이 필요했고, 이로 인해 보고서 발행이 더욱 지연되었다. 법안이 채택되면 미국 주화에 필요한 은의 양이 90% 감소할 것이다.
H.R. 8926으로 상정된 대통령의 제안에 대한 청문회는 6월 4일 하원 은행 및 통화 위원회에서 시작되었다. 법안의 후원자인 라이트 패트먼 위원장은 은 가격 지지대를 포함하여 모든 사람에게 이점이 있다고 보았지만, 산업 사용자들은 주화에 사용되던 은이 상업적 용도로 사용될 수 있게 되면서 가장 큰 이점을 얻을 것이라고 보았다. 은행, 자동 판매기 운영자, 기업 지도자들을 포함한 대부분의 기업 이해 관계자들은 현재 상황보다 낫다고 보아 법안 통과를 원했다.  6월 11일, 위원회는 하프 달러를 비금속으로 만들고, 전환 기간 동안 주조될 은화를 1964년 날짜로 하고, 은 달러 주조를 5년간 금지하는 수정안과 함께 법안 통과를 권고하는 보고서를 발표했다.
상원에 상정된 S. 2080 버전의 청문회는 6월 9일 상원 은행 및 통화 위원회에서 버지니아주 상원의원 A. 윌리스 로버트슨 위원장의 주재로 하루 동안 열렸다. 바이블 상원의원과 광산 주 출신 다른 의원들은 화폐에 은을 유지하거나 바이블의 이전 법안에서 주화 사재기를 금지하는 조항을 포함시키려고 했지만, 성공하지 못했다. 6월 11일, 상원 위원회는 몇 가지 수정안(대부분 기술적인 성격)과 함께 법안 통과를 권고하는 보고서를 발표했다. 법안은 재무부가 광업 회사들이 제출한 새로 채굴된 미국 은을 온스당 1.25달러에 구매하도록 요구했으며, 이 조항은 5년으로 제한되었다. 하원 위원회에 의해 5년으로 제한된 이 조항은 존슨의 메시지에 대한 미국 경제 연구소의 보고서에서 "은 시장에 대한 정부의 지속적인 개입"으로 간주되었다.
상원은 1965년 6월 22일부터 24일까지 법안을 심의했다. 로드아일랜드 상원의원 존 파스토레의 하프 달러에서 은을 완전히 제거하는 수정안은 32대 60으로 부결되었다. 많은 상원의원들이 다임과 쿼터에 은을 유지하기를 원했고, 이들을 40% 은으로 만들 것을 요구했지만, 그 효과를 위한 수정안은 부결되었다. 바이블의 은화 용해를 대중에게 금지하는 수정안을 포함하여 다른 실패한 수정안들도 있었다. 로버트슨은 자신의 위원회에서 만장일치로 승인된 법안에 어떠한 변경도 막으려 했고, 모든 시도는 실패했다. 법안은 74대 9로 상원을 통과했으며, 반대자들은 바이블과 다른 서부 상원의원들이었다.
미국 하원은 1965년 7월 13일과 14일에 법안을 논의했다. 토론은 광범위하게 진행되었다. 아이다호주 하원의원 컴튼 I. 화이트는 서기 1년부터 300년까지 로마 데나리우스의 질적저하를 보여주는 차트를 준비하여 법안에 반대했지만, 주화의 질적저하가 정부를 무너뜨릴 것이라고는 예상하지 않는다고 밝혔다. 네바다주 의원 월터 S. 베링은 재무부가 은을 식기 제조업체에 판매하고 있다고 언급하며 "우리 주화에서 은을 빼느니 젓가락으로 밥을 먹겠다"고 말했다. 매사추세츠주 의원 실비오 콘테는 런던 왕립 증권 거래소가 설립되었을 때 토머스 그래셤 경이 불법적인 이득을 취했다고 비난했지만, 그레셤의 법칙에 따라 비금속 주화가 은화를 유통에서 몰아낼 것이라고 인정했다. 아이오와주 의원 해롤드 그로스는 콘테에게 미국이 주화의 질을 떨어뜨릴 것이라면 왜 왐펌으로 돌아가지 않느냐고 물었다. 주화에서 민트 마크를 최대 5년 동안 제거하는 것을 포함한 소소한 수정안들이 합의되었다. 하프 달러에서 은을 완전히 제거하는 위원회 수정안에 대한 반대가 있었고, 48대 94로 부결되어 하프 달러는 40% 은을 유지하게 되었다. 몬타나주 의원 제임스 F. 배틴은 다임과 쿼터를 40% 은으로 만들자는 수정안을 제안했다. 패트먼이 위원회에서 그 아이디어를 거부했다고 반대했지만, 초기에는 122대 112로 통과되었다. 그러나 이는 전원위원회 단계였고, 패트먼은 하원이 배틴 수정안을 197대 218로 거부하도록 했다. 법안을 좌절시키려는 다른 시도들이 헛수고로 끝난 후, 하원 소수당 원내대표인 미시간주 의원 제럴드 R. 포드는 H.R. 8926에 대한 기록 투표를 요청했고, 법안은 255대 151로 통과되었으며, 포드도 찬성표를 던졌다. 패트먼은 상원 법안인 S. 2080을 하원 통과된 내용에 맞게 수정하여 통과시켰다.
하원은 상원에 S. 2080이 통과되었음을 통지했다. 상원은 7월 15일에 법안을 심의하면서 하원의 수정안에 동의하거나 협상 위원회를 구성할 수 있었다. 하원의 일부 수정안(하원은 유용한 변경 사항을 권고할 주화 합동 위원회의 위원 수를 크게 늘렸다)에 대한 불만이 있은 후, 상원은 기록 투표 없이 하원 버전을 통과시켰지만, 워싱턴주 의원 워런 매그너슨은 자신이 법안에 반대표를 던진 것으로 기록되기를 요청했다. 존슨 대통령은 1965년 7월 23일 서명으로 S. 2080을 1965년 주화법으로 제정했다.

## 조항

### 제1장: 추가 주화 발행 허가 (제101조~제108조)

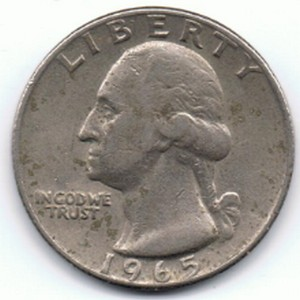
수년간 유통되어 마모된 1965년 클래드 쿼터 주화

제101조는 재무장관에게 클래드 합금으로 다임, 쿼터, 하프 달러를 발행할 권한을 부여했으며, 하프 달러는 40% 은으로 만들어져야 했다. 주화 부족이 지속되는 한 조폐국은 .900 은으로 다임, 쿼터, 하프 달러를 주조할 수 있었지만, 이 권한은 재무장관이 새로운 주화가 충분히 유통되고 있음을 확인하면 종료되었고, 어떤 경우든 법이 제정된 지 5년 후(즉, 1970년 7월 23일 종료)에 종료되었다. 그 5년 동안 표준 은 달러는 주조될 수 없었다.
제102조는 모든 미국 주화 및 통화를 무제한 법정 통화로 만들었으며, 1933년 5월 12일 법에 있는 내용을 재확인했다. 1933년 법의 해당 부분은 제210조에서 제102조가 기존 법을 재확인하는 것 외에 다른 의미를 가질 수 있다는 법적 논쟁을 피하기 위해 폐지되었다. 제103조는 재무장관에게 주화 생산을 긴급하게 가속화하기 위해 장비, 물품, 특허권을 취득할 광범위한 재량권을 부여했으며, 이 조항 또한 5년 후에 만료되도록 했다. 제104조는 재무장관이 채굴된 달로부터 1년 이내에 미국 원산지 은괴를 트로이 온스당 1.25달러에 구매하도록 요구했다. 법안에 대한 상원 위원회 보고서에 따르면, 제104조는 "전환 기간 동안 시장의 과도한 하락 변동으로부터 우리의 광업 산업을 보호하기 위한 예방 조치"로 의도되었다. 하원 위원회에 의해 5년으로 제한된 이 조항은 미국 경제 연구소의 존슨 메시지에 대한 보고서에서 "은 시장에 대한 지속적인 정부 개입"으로 간주되었다.
제105조는 재무장관에게 국가 주화를 보호하기 위해 필요하다고 판단될 경우 모든 주화의 용해, 수출 또는 가공을 금지할 권한을 부여했으며, 그러한 명령 위반에 대해 최대 5년의 징역형을 규정했다. 제106조는 제105조에 따라 압수된 주화는 미국에 몰수되며, 재무장관에게 미국 국세법에 준하는 권한을 부여하여 그러한 몰수를 강제할 수 있도록 했다. 제107조는 재무장관이 1965년 주화법을 시행하기 위한 규정을 발행할 수 있도록 했으며, 제108조는 정의 및 유사한 기술적 사항을 포함했다.

### 제2장: 기존 법률 개정 (제201조~제212조)
제201조는 샌프란시스코 감정 사무소에 관한 법률을 개정하여, 재무장관이 미국 조폐국이 국가의 필요를 충족하기에 충분한 주화를 주조할 수 있음을 증명할 때까지 그곳에서 주화를 주조할 수 있도록 했다(이전 샌프란시스코 조폐국이었을 때와 마찬가지로). 또한 샌프란시스코 시설에서 금이나 은을 정련하는 것을 허용하지 않는 법 조항을 폐지했다. 제202조는 조폐국 시설 확충(새로운 필라델피아 조폐국 건설 포함)에 할당된 금액을 3천만 달러에서 4천5백만 달러로 증액했다. 1900년 금본위제법 제9조는 재무장관에게 마모되거나 더 이상 유통되지 않는 은화를 녹여 새 주화로 다시 주조하도록 요구했으나, 이는 제203조에 의해 폐지되었고 재무장관은 마모되거나 유통되지 않는 모든 주화를 금속을 주화에 재사용할 필요 없이 회수 및 녹일 수 있는 권한을 부여받았다.
제204조는 주화에 발행 연도를 표시하도록 요구했던 1873년 주화법을 개정했다. 1965년 또는 그 이후의 주화 비상 사태 동안, 재무장관은 이미 지난 연도로 날짜가 표시된 주화를 계속 주조할 수 있었으며, 현재 위기 상황의 은화는 1964년으로, 클래드 주화는 1965년 이후로 날짜가 표시되었다. 하원 은행 위원회는 존슨의 제안에 하원 위원회가 최대 5년 동안 주화에서 민트 마크를 제거하는 문구를 추가했으며, 덴버에서 주조된 1964년 날짜의 주화에 있는 "D" 민트 마크는 제외되었다.
조폐국 내에 기존 법률에 따라 금괴 기금이 승인되었으며, 제205조는 제104조에 따라 이루어진 은 구매 대금을 이 기금에서 지불할 수 있도록 허용했다. 센트와 니켈에 사용되는 구리 및 기타 금속 구매에 사용되는 또 다른 조폐국 계정인 소액 주화 금속 기금은 제206조에 의해 주화 금속 기금으로 재지정되었으며, 모든 액면가에 사용할 수 있게 되었고, 이 조항은 해당 기금에 있을 수 있는 금액에 대한 법적 제한을 없앴다.
제207조는 조폐국 운영에서의 손실에 대한 구식 제한을 폐지했지만, 이 주제에 대한 행정 규정이 개발되도록 지시했으며, 이는 더 쉽게 변경될 수 있었다. 제208조는 날짜가 표시되는 앞면 주화 다이(die)를 매년 말에 파괴하도록 요구했던 1873년 법의 조항을 폐지했다. 제209조는 재무부가 은을 온스당 1.292929달러 이상으로 판매할 수 있도록 하는 법적 조항을 재정의하고, 다른 정부 부서에는 더 저렴하게 은을 판매할 수 있도록 허용했다. 제210조는 주화의 법정 통화 지위에 관한 1933년 조항을 폐지했다. 1965년 이전 법은 은화 위조를 중범죄로 규정했지만, 제211조에 의해 5센트 이상의 액면가 주화 위조를 금지하도록 개정되었다. 제212조는 재무장관이 연방 관보에 주화를 담보로 사용하는 것을 금지하는 포고문을 발표한 경우, 주화를 대출 담보로 사용하는 것을 경범죄로 규정했다.

### 제3장: 주화 공동 위원회 (제301조~제304조)
제301조부터 제303조는 행정부 내에 재무장관이 의장을 맡는 주화 공동 위원회를 설립한다. 위원회 구성원은 상무장관, 예산국장, 조폐국장, 하원의원 6명, 상원의원 6명, 그리고 대통령이 임명하는 일반 시민 8명으로 구성된다. 위원회 위원이 자격이 되는 직책을 떠나면, 그도 위원회를 떠나게 된다. 일반 시민 위원들은 어떠한 재정적 이해 상충도 없어야 한다.
공동 위원회는 1965년 주화법의 이행에 대해 보고하고, 때때로 대통령, 재무장관, 의회에 권고 사항을 제출하는 임무를 맡았다. 위원회의 권한 범위 내에 있는 사항에는 기술 발전, 경제의 주화 필요성, 미국이 은 가격을 계속 유지해야 하는지 여부, 그리고 은 달러를 다시 주조해야 하는지 여부가 포함되었다. 제304조는 주화법 시행에 필요한 자금을 책정했다.

## 여파

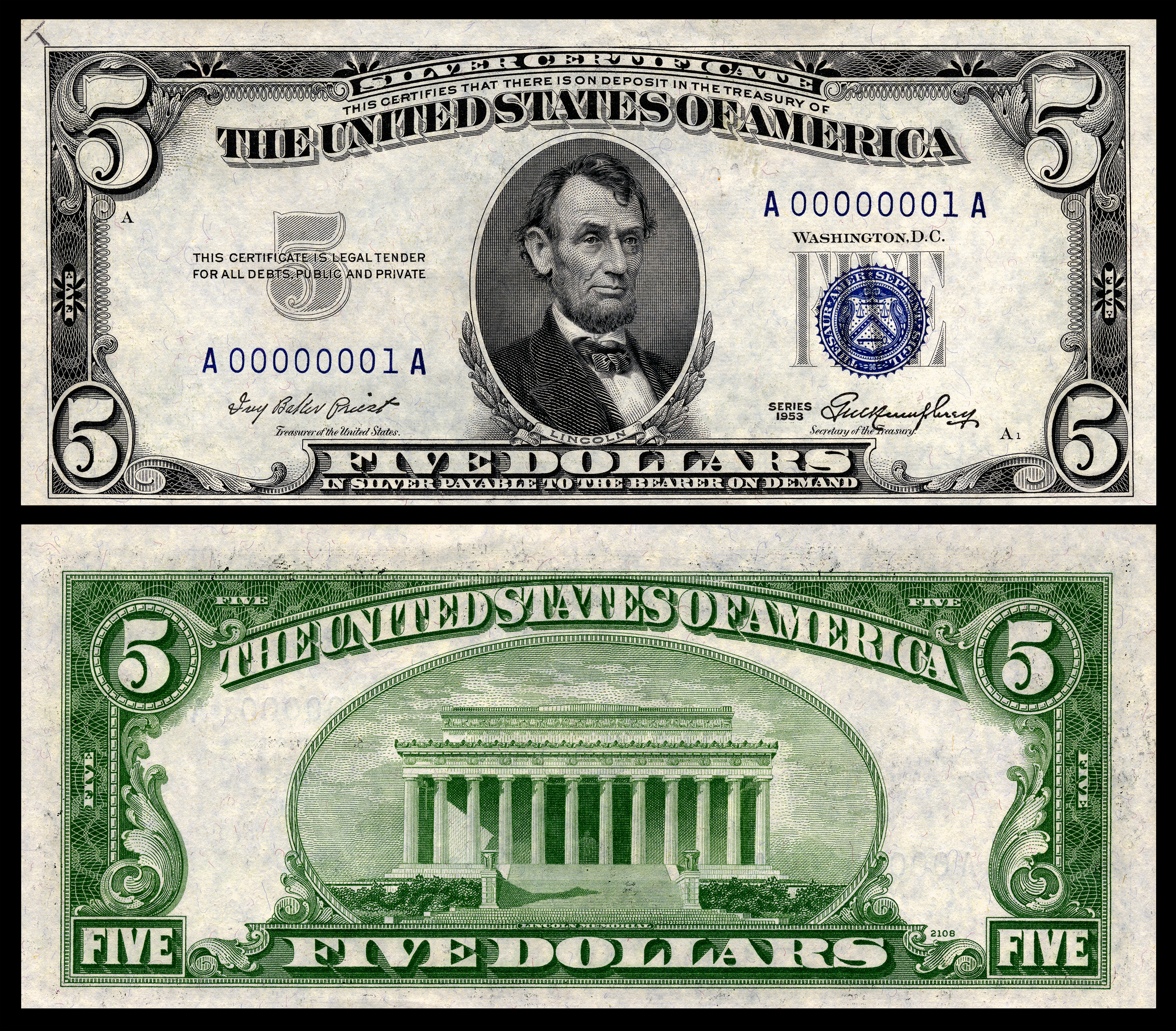
더 이상 재무부에서 상환되지 않는 5달러 은 증명서

조폐국은 1965년 8월 23일 1965년 날짜가 새겨진 첫 클래드 주화인 쿼터를 주조하기 시작했으며, 이로써 이들은 해당 날짜가 새겨진 최초의 미국 주화가 되었다. 1965년 11월, 크리스마스 쇼핑 시즌이 시작되면서 연준은 오래된 은 쿼터 주화를 1,500만 개밖에 비축하고 있지 않았다. 그러나 그 달에 조폐국은 새로운 클래드 쿼터 주화 2억 3천만 개 이상을 발행했으며, 매달 동일한 수량이 발행될 것이라고 밝혔다. 이 수치는 이전 월별 생산량 기록의 4배에 달했다. 새로운 다임과 하프 달러는 1966년 초에 출시되었는데, 이때는 하프 달러를 제외한 모든 주조 액면가에 대한 연준으로의 회수량이 증가했다. 하프 달러는 계속 회수되면서 유통으로 돌아오지 못했다. 조폐국은 1966년까지 주화법에 따라 1964년 날짜가 새겨진 은화를 계속 주조했다. 그때 파울러 장관은 "주화 부족이 끝났다"고 발표했다. 1966년 7월, 재무부는 1966년 8월 1일 이후 주조된 주화에는 주조 연도가 표시될 것이라고 발표했다.
정부가 은 가격을 1.2929달러로 유지하려고 노력하면서 재무부의 은 재고는 1966년 내내 계속 감소했다. 주화법에 따라 승인된 주화 공동 위원회는 1967년 5월 첫 회의를 열어 상황에 대처하는 방법을 권고했다. 위원회의 권고에 따라 재무부는 투기성 판매와 해외 구매자에 대한 판매를 중단하고, 해당 가격으로 미국 산업에만 공급하려고 노력하여 은에 대한 이중 가격 시스템을 초래했다. 또한 주화법에 따라 은화의 용해 또는 수출을 금지하는 권한을 행사했다. 1967년 6월, 재무부는 은 증명서가 1년 후부터 더 이상 은괴로 교환되지 않는다는 법률을 획득했다. 1967년 7월 주화 공동 위원회의 두 번째 회의 후, 재무부는 남은 모든 은화가 유통에서 사라지더라도 국가에 공급을 유지할 수 있으므로 1.2929달러 가격을 더 이상 유지하려고 노력하지 않을 것이라고 발표했다. 은화는 곧 유통에서 사라졌다. 1968년 6월 24일 은 증명서 상환이 종료될 무렵, 은 가격은 온스당 2.56달러로 상승했다. 1968년 12월 주화 공동 위원회는 은화 용해 또는 수출 금지를 영구화할 것을 권고하기로 투표했지만, 다시 검토하여 1969년 3월에 금지 조치가 해제되었다. 1969년 11월, 정부는 은 시장에서 철수했으며, 프랭클린 민트에 마지막 은괴 판매를 했다. 민트 마크는 1968년에 주화에 다시 나타났다. 새로운 주화는 구리 내부 때문에 비하적으로 "존슨 샌드위치"라고 불리게 되었다.

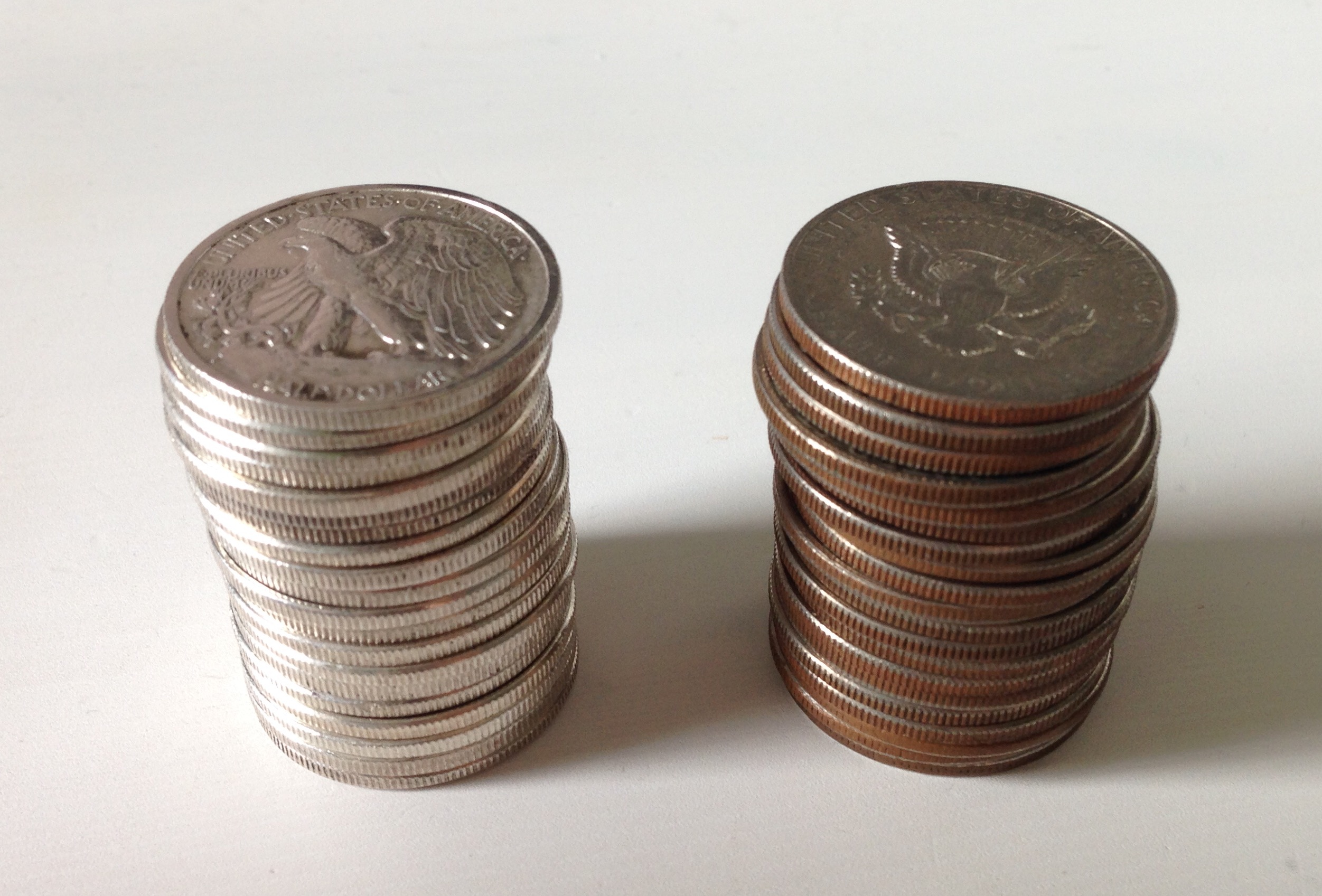
워킹 리버티 하프 달러와 1970년 이후 케네디 하프 달러 하프 달러 주화 더미에서 1970년 12월 31일부로 유통되는 하프 달러에서 은이 제거된 것을 자세히 볼 수 있다. 오른쪽의 클래드 주화는 구리 심지가 가장자리에 보여 즉시 식별 가능하다.

1969년과 1970년에 주화법의 5년 은 달러 주조 금지 조항이 종료됨에 따라, 의회의 많은 이들이 최근 사망한 드와이트 D. 아이젠하워 대통령의 이미지가 새겨진 새로운 은 달러를 원했다. 새로운 부분 은 하프 달러의 용해 가치는 액면가에 근접했고, 1969년 공동 위원회는 하프 달러에서 그 금속을 제거할 것을 권고했다. 제안된 달러에 은을 포함할지 여부에 대한 논쟁은 격렬했고, 리처드 닉슨 대통령이 순환용 은 없는 하프 달러와 아이젠하워 달러 법안에 서명한 것은 1970년 12월 31일이 되어서였다. 이 법안은 또한 정부 재고에 남아있는 오래된 은 달러(대부분 카슨 시티 조폐국 출신)의 판매를 승인했다. 비금속 달러와 하프 달러는 1971년부터 주조되었다. 둘 다 유통되지 못했는데, "아이크 달러"는 크기 때문에, 하프 달러는 오랫동안 유통되지 않아 상업적 위치를 잃었기 때문이었다.

## 같이 보기
- 1834년 주화법
- 1849년 주화법
- 1853년 주화법
- 1857년 주화법
- 1864년 주화법
- 1873년 주화법

## 내용주
1. ↑  31 U.S.C. 462